# Lee Kyung-won
Lee Kyung-won (in coreano hangul: 이경원; 21 gennaio 1980) è una giocatrice di badminton sudcoreana, vincitrice della medaglia di bronzo nel doppio femminile ai Giochi olimpici di Atene 2004, in coppia con Ra Kyung-min e d'argento a Pechino 2008, in coppia con Lee Hyo-Jung.

## Palmarès
- Giochi olimpici

Atene 2004: bronzo nel doppio femminile.
Pechino 2008: argento nel doppio femminile.
- Campionati mondiali di badminton

2001 - Siviglia: bronzo nel doppio femminile.
2005 - Anaheim: bronzo nel doppio femminile.